# CIS 40 GL
CIS 40 GLはシンガポールの防衛産業グループCIS(チャータード工業シンガポール、現在はSTエンジニアリング)社が、開発した40×46mmグレネード弾を使用する擲弾発射器である。

## 概要
1980年代に開発され、単発、ピストルグリップ、取り外し式ストック、作動方式はシングルアクションである。グレネード弾は、銃身後部左側のヒンジを操作して銃身を左に折って後部から装填する。単体のグレネードランチャーとして使用できるほか、ストックを取り外してM203 グレネードランチャーのように、アサルトライフルの銃身下部に取り付けるアンダーバレル式グレネードランチャーとして使用できる。

## 採用国
- シンガポール
- イタリア：フランキ社でGLF-40としてライセンス生産される[1]。
- スリランカ

## 参考資料
- Wozniak, Ryszard (2001). “p. 60”. Encyklopedia najnowszej broni palnej - tom 2 G-Ł. Warsaw, Poland: Bellona. ISBN 83-11-09310-5(ポーランド語)